# Distretto di Huando
Il distretto di Huando è uno dei diciannove distretti della provincia di Huancavelica, in Perù. Si trova nella regione di Huancavelica e si estende su una superficie di 193.90 chilometri quadrati.